# Argentina nos Jogos Paralímpicos de Verão de 2012
A Argentina participou dos Jogos Paralímpicos de Verão de 2012, em Londres, na Grã-Bretanha. O país competiu representado por 63 paratletas.

## Medalhistas
| Atleta                 | Esporte   | Evento                    | Medalha |
| ---------------------- | --------- | ------------------------- | ------- |
| José Effron            | Judo      | -81kg                     | Prata   |
| Hernán Barreto         | Atletismo | 200 metros - T35          | Bronze  |
| Rodrigo Fernando Lopez | Ciclismo  | Perseguição em pista - C1 | Bronze  |
| Jorge Lencina          | Judo      | -90kg                     | Bronze  |
| Nádia Baez             | Natação   | 100 metros peito - SB11   | Bronze  |

## Desempenho

### Bocha
| Atleta            | Evento         | Fase de Grupos/ Eliminatória | Fase de Grupos/ Eliminatória | 16 Avos              | Oitavas de final      | Quartas de final     | Semifinal            | 3°lugar Final        | 3°lugar Final |
| Atleta            | Evento         | Adversário Resultado         | Pos                          | Adversário Resultado | Adversário Resultado  | Adversário Resultado | Adversário Resultado | Adversário Resultado | Pos           |
| ----------------- | -------------- | ---------------------------- | ---------------------------- | -------------------- | --------------------- | -------------------- | -------------------- | -------------------- | ------------- |
| Mauricio Ibarbure | Individual BC1 | bye                          | bye                          | bye                  | NOR R. Aandalen D 1-5 | Não avançou          | Não avançou          | Não avançou          | Não avançou   |

### Levantamento de peso
Masculino
| Atletas            | Evento | Resultado | Posição |
| ------------------ | ------ | --------- | ------- |
| Jose David Coronel | -75 kg | 150,0     | 11º     |

### Natação
Masculino
| Atletas          | Evento                 | Preliminares | Preliminares | Final       | Final       |
| Atletas          | Evento                 | Marca        | Posição      | Marca       | Posição     |
| ---------------- | ---------------------- | ------------ | ------------ | ----------- | ----------- |
| Sergio Zayas     | 400 metros livre - S11 | 5min15s46    | 10º          | Não avançou | Não avançou |
| Ignacio Gonzalez | 400 metros livre - S12 | 4min33s33 Q  | 6º           | 4min34s38   | 7º          |

Feminino
| Atletas    | Evento                   | Preliminares | Preliminares | Final       | Final       |
| Atletas    | Evento                   | Marca        | Posição      | Marca       | Posição     |
| ---------- | ------------------------ | ------------ | ------------ | ----------- | ----------- |
| Nadia Baez | 400 metros medley - SM11 | 3min17s12    | 13º          | Não avançou | Não avançou |

### Tênis em cadeira de rodas
Masculino
| Atleta            | Evento  | Fase de 64               | Fase de 32               | Oitavas                       | Quartas                       | Semifinal            | Final                | Pos.        |
| Atleta            | Evento  | Adversário resultado     | Adversário resultado     | Adversário resultado          | Adversário resultado          | Adversário resultado | Adversário resultado | Pos.        |
| ----------------- | ------- | ------------------------ | ------------------------ | ----------------------------- | ----------------------------- | -------------------- | -------------------- | ----------- |
| Gustavo Fernandez | Simples | ITA F. Mazzei V 6-0, 6-0 | CAN P. Bedard V 6-0, 6-0 | JPN T. Sanada V 3-6, 6-4, 6-4 | FRA S. Houdet D 1-6, 6-1, 1-6 | Não avançou          | Não avançou          | Não avançou |